# テオドラ・コムネナ (オーストリア公妃)
テオドラ・コムネナ （Theodora Komnena, ? - 1184年1月2日）は、オーストリア公ハインリヒ2世の2度目の妃。

## 生涯
東ローマ帝国の皇族アンドロニコス・コムネノス（皇帝ヨハネス2世コムネノスと皇后ピロシュカの次男）の次女として生まれた。テオドラの幼年期についてはわずかしか知られていない。ハインリヒ2世との結婚は、神聖ローマ皇帝コンラート3世がコンスタンティノープルに滞在した際、テオドラの叔父の皇帝マヌエル1世コムネノスとの間で取り決められたという。
ハインリヒ2世との間には3子が生まれた。
- アグネス（1154年? - 1183年） - ハンガリー王イシュトヴァーン3世妃、後にケルンテン公ヘルマン妃。
- レオポルト5世（1157年 - 1194年）
- ハインリヒ1世（1158年 - 1223年） - メードリンク公